# گرنت–کورز رنچ ناشنال هیستوریک سایت
گرنت- کورز رنچ ناشنال هیستوریک سایت (به انگلیسی: Grant-Kohrs Ranch National Historic Site) یک منطقهٔ مسکونی در ایالات متحده آمریکا است که در شهرستان پاول، مونتانا واقع شده‌است.